# Iglesia de los Santos Inocentes (Hoboken)
La Iglesia de los Santos Inocentes (en inglés, Church of the Holy Innocents) fue una iglesia episcopal en la avenida Willow y la calle 6en Hoboken, condado de Hudson, Nueva Jersey (Estados Unidos). La congregación fue fundada en 1872. Fue construido en 1885 según los diseños de Edward Tuckerman Potter y Henry Vaughan. El coro se añadió en 1913, el baptisterio en 1932. Fue agregado al Registro Nacional de Lugares Históricos en 1977. Ya no está en uso como iglesia, pero el edificio permanece.